# Diszprózium(III)-klorid
A diszprózium(III)-klorid (DyCl3), más néven diszprózium-triklorid vagy – kissé pontatlanul – diszprózium-klorid szervetlen vegyület, fehér vagy sárgás színű anyag, a levegő páratartalmát gyorsan megköti, hexahidráttá alakul (DyCl3·6H2O). A hidrát gyors hevítés hatására részlegesen hidrolizál, diszprózium(III)-oxiklorid keletkezik (DyOCl). A vegyületben a diszprózium +3, a klór -1 oxidációs számú.

## Előállítása és fontosabb reakciói
Leggyakrabban ammónium-klorid és Dy2O3, illetve hidratált klorid vagy oxiklorid reakciójával állítják elő. A reakciók végterméke (NH4)2[DyCl5].
{\displaystyle \mathrm {10\ NH_{4}Cl+Dy_{2}O_{3}\rightarrow 2\ (NH_{4})_{2}[DyCl_{5}]+6\ NH_{3}+3\ H_{2}O} }
{\displaystyle \mathrm {DyCl_{3}\cdot 6H_{2}O+2\ NH_{4}Cl\rightarrow 2\ (NH_{4})_{2}[DyCl_{5}]+6\ H_{2}O} }
A pentaklorid hő hatására a következő reakcióegyenlet szerint bomlik:
{\displaystyle \mathrm {(NH_{4})_{2}[DyCl_{5}]\rightarrow 2\ NH_{4}Cl+DyCl_{3}} }
A hőbomlás (NH4)[Dy2Cl7] köztiterméken keresztül megy végbe.
Diszprózium(III)-oxid és vízben oldott hidrogén-klorid (sósav) reakciójával is diszprózium(III)-klorid hexahidrát keletkezik. Ez a só hevítéssel nem alakítható át anhidráttá (kristályvízmentessé), ehelyett oxiklorid képződik.
A diszprózium(III)-klorid közepesen erős Lewis-sav, a HSAB-elmélet szerint a „hard” savak közé tartozik. Vizes oldata felhasználható más diszprózium(III)-sók, például diszprózium(III)-fluorid előállításához:
{\displaystyle \mathrm {DyCl_{3}+3\ NaF\rightarrow DyF_{3}+3\ NaCl} }

## Felhasználása
A diszprózium(III)-klorid felhasználható más diszpróziumsók előállítására. Fém diszprózium keletkezik, ha olvadt diszprózium(III)-klorid és eutektikus lítium-klorid–kálium-klorid keveréket elektrolízissel redukálják. A redukció volfrám katódon, Dy2+-on keresztül játszódik le.

## Óvintézkedések
A diszprózium vegyületei kevéssé vagy közepes mértékben toxikusak, de részletes toxicitási vizsgálatokat nem végeztek.

## Fordítás
Ez a szócikk részben vagy egészben  a   Dysprosium(III) chloride című angol Wikipédia-szócikk ezen változatának fordításán alapul.  Az eredeti cikk szerkesztőit annak laptörténete sorolja fel. Ez a jelzés csupán a megfogalmazás eredetét és a szerzői jogokat jelzi, nem szolgál a cikkben szereplő információk forrásmegjelöléseként.